# Messerschmitt Me 164
Die Messerschmitt-Caudron Me C 164, anfangs Messerschmitt Me 308, war das Projekt eines achtsitzigen Verkehrsflugzeugs. Es wurde Ende 1940 als Me 308 von Hans Regelin bei Messerschmitt begonnen und von Walter Rethel ab März 1941 fortgeführt. Aufgrund von Überlastung des Augsburges Konstruktionsbüros wurde es als Me C 164 an Caudron in Frankreich abgegeben. Als Konkurrent zur Siebel Si 204 waren die Konstruktionsunterlagen zu 30 % vollendet, als das Me-C-164-Programm 1942 eingestellt wurde.

## Technische Daten
| Kenngröße  | Daten                              |
| ---------- | ---------------------------------- |
| Spannweite | 17,20 m                            |
| Länge      | 12,60 m                            |
| Höhe       | 3,80 m                             |
| Antrieb    | zwei Argus As 410, 360 PS (265 kW) |